# Столп и утверждение истины
«Столп и утверждение истины. Опыт православной теодицеи в двенадцати письмах» — основное сочинение русского философа, священника и учёного П. А. Флоренского. Название книги является цитатой из Библии, в которой дается характеристика Церкви (1Тим. 3:15).
Труд задумывался как магистерская диссертация «О духовной истине. Опыт православной теодицеи», однако затем многократно редактировался и окончательное оформление получил в 1914 году.

## Содержание
Флоренский начинает с апологии православной церковности, суть которой в опыте и переживании духовной жизни. Этот экскурс необходим для того, чтобы преодолеть кантовский агностицизм (см. Письмо шестое), к которому приводит несовершенная человеческая мудрость. Сам по себе и из себя разум неспособен постичь истину.
На основании лингвистических данных Флоренский выводит русское слово истина из глагола есть: «истина—естина» (см. Письмо второе). Далее он возводит глагол «есть» к глаголу «дышать» и приходит к выводу, что истина — это «живое существо». Это особенность именно русского языка, так как в греческом языке акцентирован момент памяти и вневременности, поскольку «время есть форма существования всего, что ни есть». Разбирая переводы слова «истина» на разные языки, Флоренский отмечает, что славяне воспринимают истину онтологически, эллины гносеологически, римляне юридически, а евреи исторически. Эти понимания отражают четыре аспекта истины. Однако истина нуждается в оправдании для обоснования своей актуальности познающему субъекту. Вопрос «что есть истина?» подразумевает «зачем нужна истина?» Субъективно воспринятая истина есть достоверность, но критерии достоверности зыбки. Флоренский подчеркивает что ни интуиция, ни её противоположность (дискурсия, рассудок) достоверности истины не дает. «Истины нет у меня, но идея о ней жжет меня», подводит итог философ.
Отмечая неразумность истины («истина есть антиномия»), Флоренский утверждает, что она как абсолютная данность превыше всего, в том числе и разума, поэтому абсолютный «объект веры» (догмат), интеллектуального желания, источник персонального существования, Бог. Отсюда происходит переход в сферу теологии и различение сущности и ипостаси (рационалистическая, рассудочная омиусианская философия и духовная, разумная, омоусианская философия), утверждение метафизической триады «Истина, Добро и Красота», сердцевиной которой является любовь («любовь есть субстанциальный акт, переходящий от субъекта на объект и имеющий опору — в объекте»). Любовь близка по смыслу к вожделению, однако разница между ними в предмете: «любовь возможна к лицу, а вожделение — к вещи». Кроме того, Флоренский настаивал на переводе любви из психологической плоскости в онтологическую. Любовь имеет трансцендентный (потусторонний) источник и подразумевает самоотверженность, преображение («сияние лица»), целомудрие (цельность) и переход в вечность (любовь не может не быть вечной). Идеализация любимого воспринимается как иконописание, противоположное как карикатуре (утрировании негативных черт), так и бытописанию. Рассматривая ревность, Флоренский защищает её, определяя как «заботу о непорочности». Противоположностью любви является грех (момент разлада), ересь («рассудочная односторонность»), распутство (хождение разными путями). Предельная отстраненность от любви и истины производит в человеке «муки геенны»: жжение, озноб, точение червя.
Говоря о преображающей силе любви, Флоренский переходит к идее Софии «идеальной личности мира», «Вечной Невесте Слова Божия», «Церкви в её небесном аспекте», человечеству, которое есть «Четвертое Лицо» святой Троицы (см. Письмо десятое). София — это тварь, приобщившаяся к истине. Необходимым условием для любви и дальнейшего приобщения к истине является дружба и товарищество. «Пару друзей» Флоренский называет «общинной молекулой». Даже героизм ценится меньше дружбы, ибо он лишь украшение и цветок, но не смысл и корень жизни.

## Оценка
За это сочинение Павел Флоренский был награждён Макариевской премией.
Ректор Московской духовной академии епископ Феодор (Поздеевский) дал положительную характеристику книге Флоренского:

Сделана полная апология христианской веры как единственной истины и сделана тем путём и в той сфере мысли, в какой полагают последний резон всякой истины поклонники человеческого рассудка, и все сказано на родном для них языке рассудка, логики и философии.
Архимандрит Никанор (Кудрявцев), напротив, подверг книгу «Столп и утверждение истины» сокрушительной критике.